# Paddelsicherung

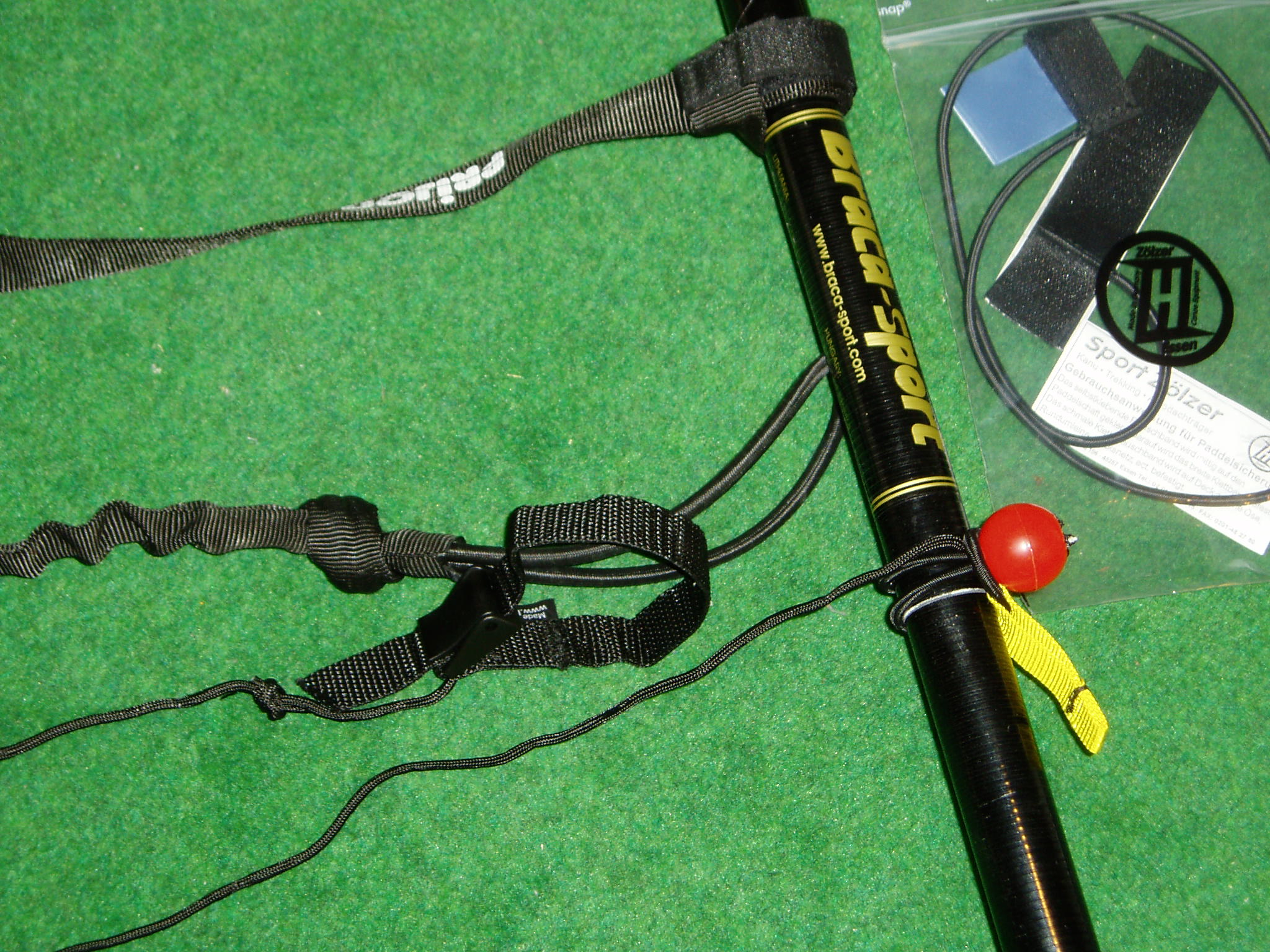
Zwei Paddelsicherungsleinen an einem Paddel.

Eine Paddelsicherung wird beim Seekajakfahren und Paddeln auf offenen Gewässern verwendet, um den Verlust eines Paddels zu vermeiden. Sie darf nicht beim Wildwasserpaddeln verwendet werden. Das Paddel kann entweder am Kanuten oder am Seekajak befestigt sein. Es gibt sie sowohl elastisch als auch mit fester Leine. Sie hat oft einen Lösemechanismus. Die Leine kann auch bei einem Wiedereinstieg als Hilfe verwendet werden. Insbesondere bei Solofahrten besteht die Gefahr, bei Verlust des Paddels zum Beispiel nach einer Kenterung dieses nicht mehr zu erreichen.